# Nozdrzec

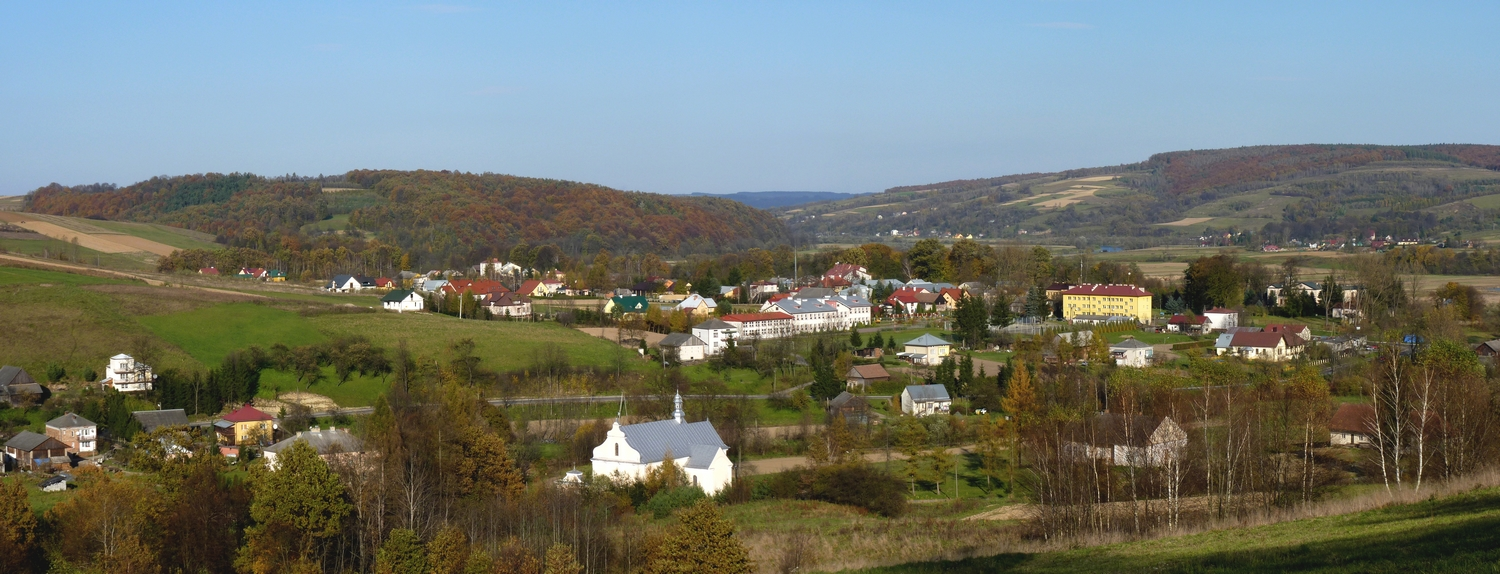
Nozdrzec centrum

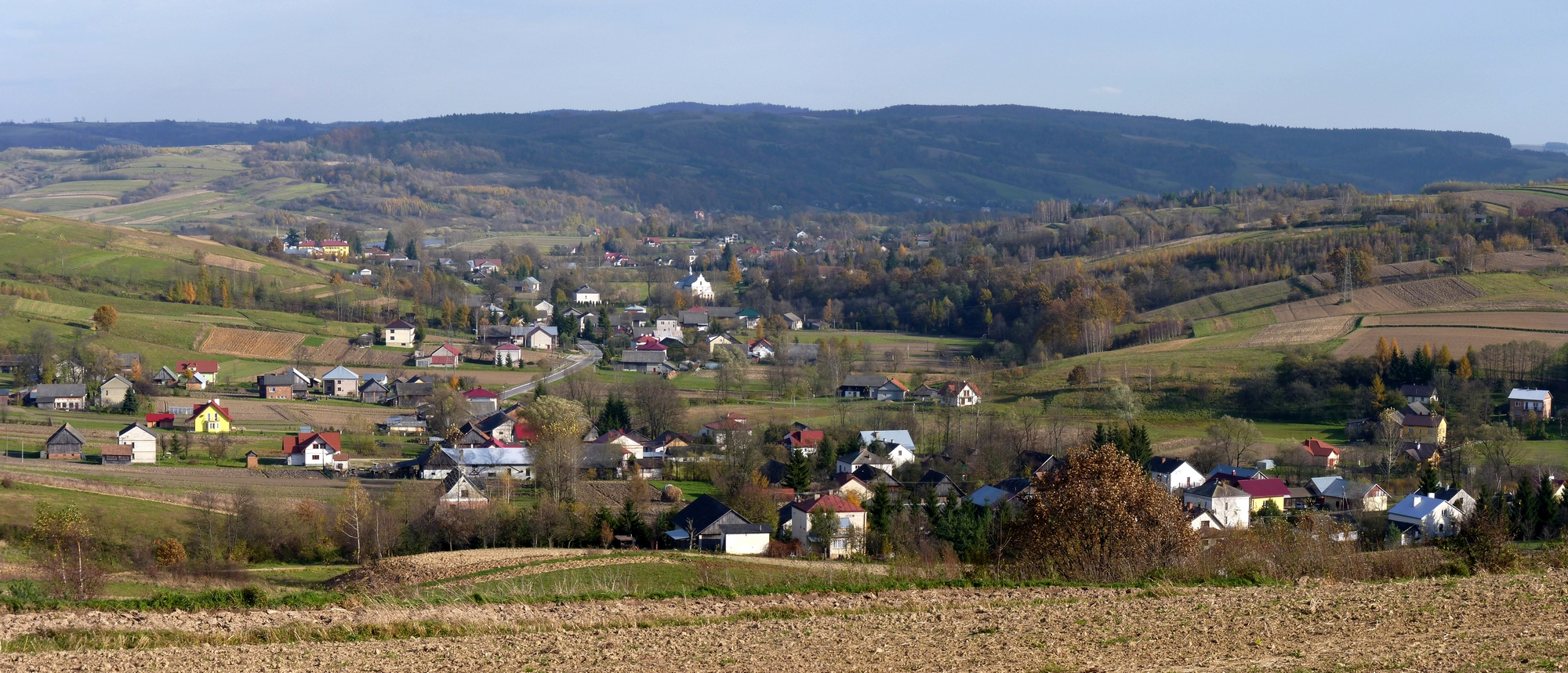
Nozdrzec Góra – widok z Chełmu

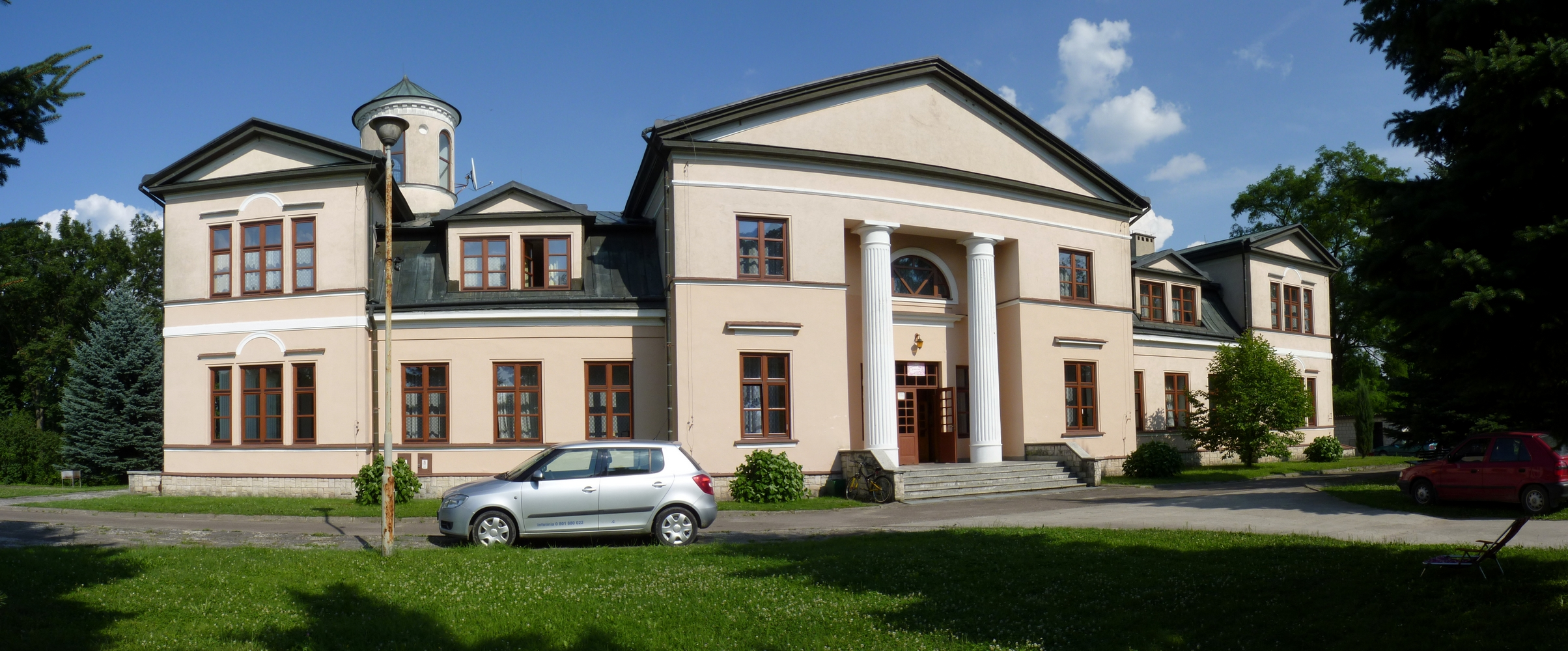
Pałac Skrzyńskich w Nozdrzcu

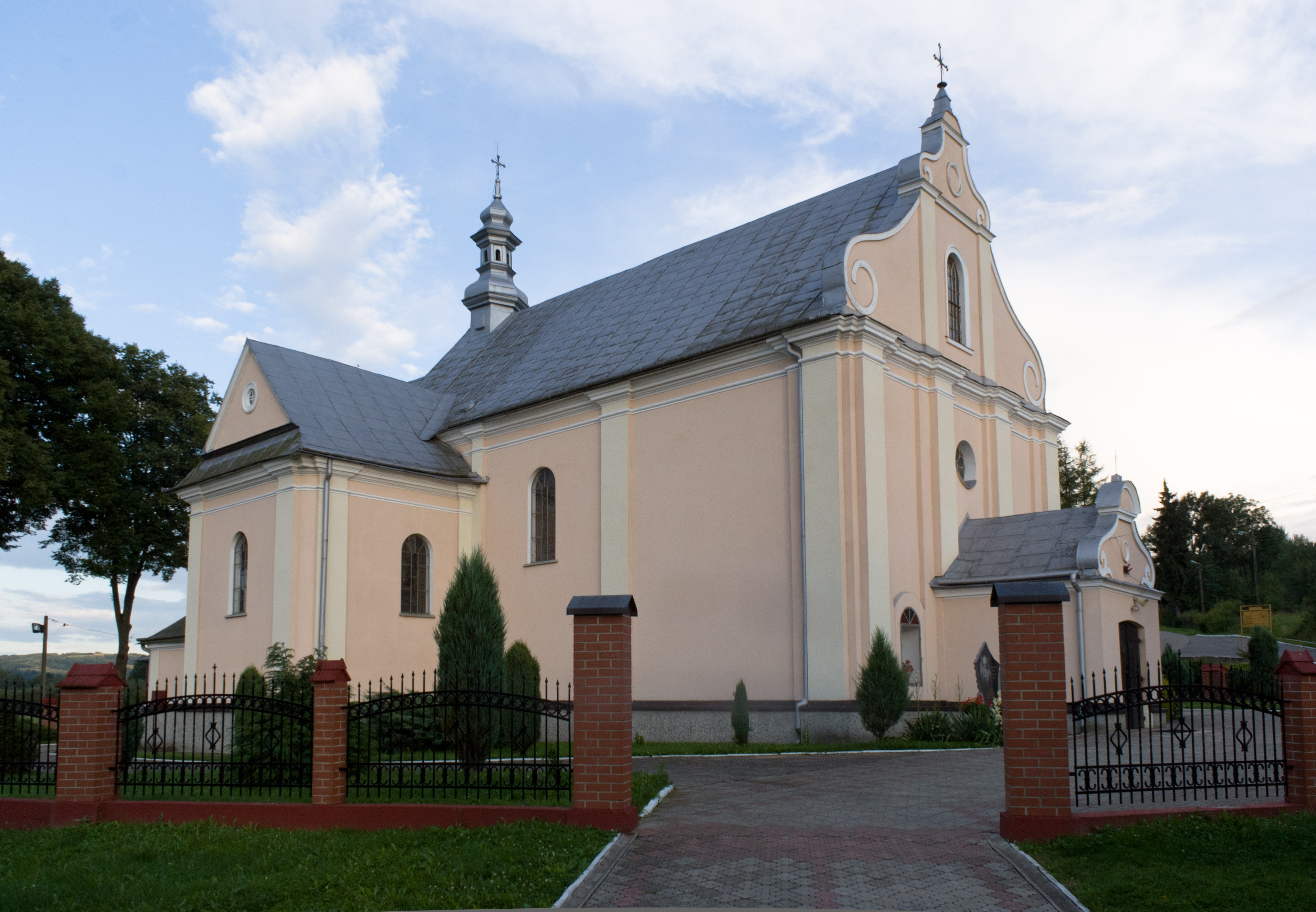
Kościół pw. św. Stanisława Biskupa w Nozdrzcu

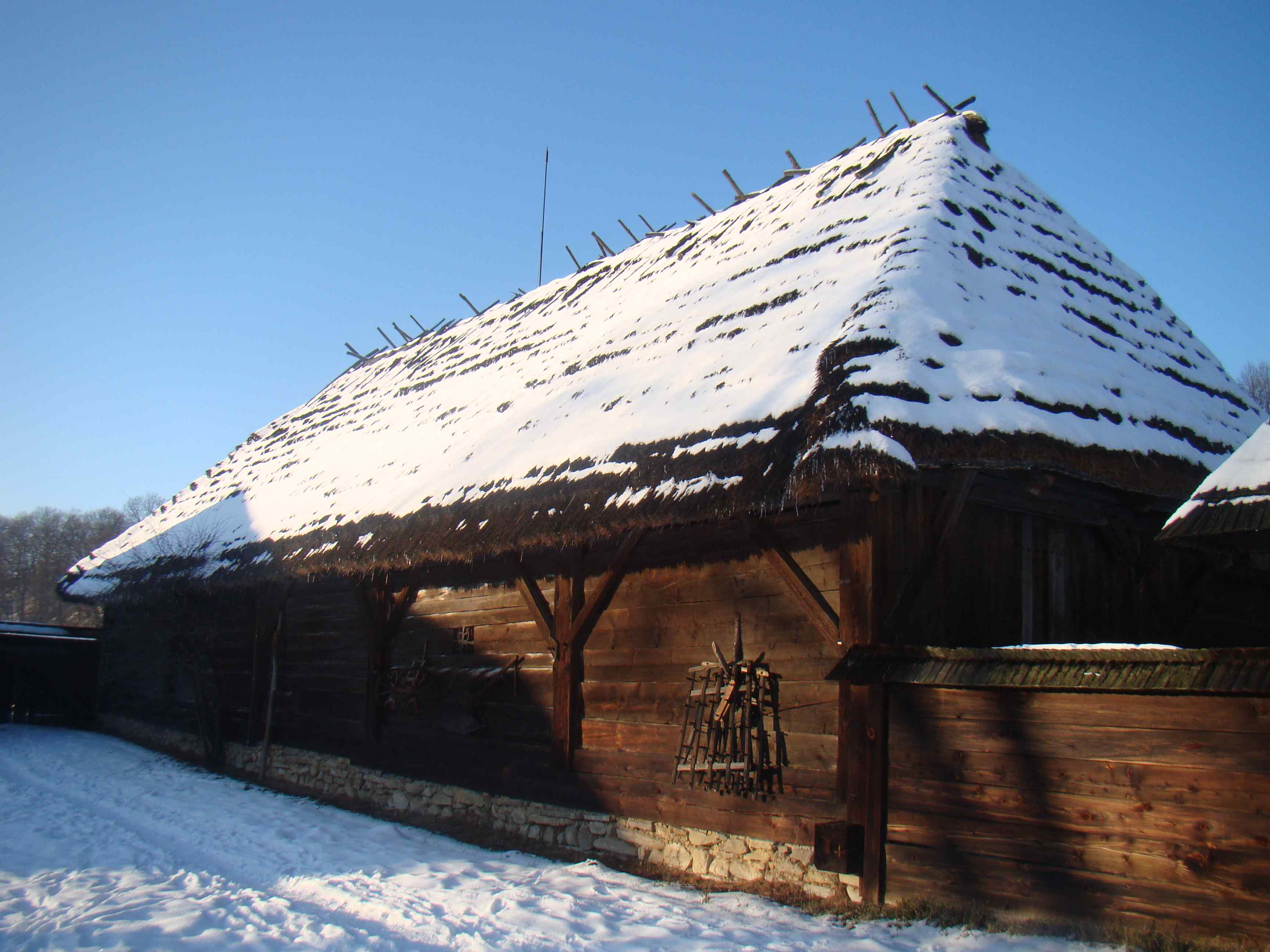
Dawna zabudowa wsi budynek przysłupowy z 1855, obecnie własność skansenu w Sanoku

Nozdrzec – wieś w Polsce, położona w województwie podkarpackim, w powiecie brzozowskim, w gminie Nozdrzec. Wieś leży na Pogórzu Dynowskim, na lewym brzegu Sanu przy ujściu Baryczki.
Miejscowość jest siedzibą gminy Nozdrzec oraz rzymskokatolickiej parafii św. Stanisława Biskupa, należącej do dekanatu Dynów w archidiecezji przemyskiej.
W latach 1954–1972 wieś należała i była siedzibą władz gromady Nozdrzec. W latach 1975–1998 miejscowość administracyjnie należała do województwa krośnieńskiego.
| SIMC    | Nazwa      | Rodzaj     |
| ------- | ---------- | ---------- |
| 0357788 | Banachówka | część wsi  |
| 0357794 | Baranówki  | część wsi  |
| 0357802 | Dół        | część wsi  |
| 0357819 | Grabnik    | część wsi  |
| 0357943 | Jaszcz     | przysiółek |
| 0357825 | Kruhel     | część wsi  |
| 0357831 | Łąka       | część wsi  |
| 0357848 | Pierogówka | część wsi  |
| 0357854 | Podchełm   | część wsi  |
| 0357860 | Poddąb     | część wsi  |
| 0357877 | Półanki    | część wsi  |
| 0357883 | Psiarnia   | część wsi  |
| 0357890 | Rymarczyna | część wsi  |
| 0357950 | Rzeki      | przysiółek |
| 0357908 | Smorogówka | część wsi  |
| 0357914 | Stawki     | część wsi  |
| 0357920 | Turoniówka | część wsi  |
| 0357937 | Uryciówka  | część wsi  |
| 0357966 | Żurawiec   | przysiółek |

## Historia Nozdrzca
Nozdrzec zwany dawniej Nieczujów istniał w XV wieku. Po raz pierwszy wzmiankowana w 1436 r. Przy sporze Małgorzaty z Dynowa, a Mikołajem Kmitą – kasztelanem przemyskim – wymieniony jest jako jedna z wielu wsi należących do dóbr dynowskich. Nozdrzec odnotowano w 1436 r. jako własność rodziny Rzeszowskich. W dokumencie źródłowym z 1448 r. występuje jako osada na prawie niemieckim. Po raz pierwszy mamy informację o sołtysie Nabrzuchu z Nozdrzca. Potem jako właściciele figurują Tarnowscy, założyciele parafii rzymskokatolickiej (przed 1548 r.), którzy sprzedali wieś Nieczujom Wapowskim. W drugiej połowie XVI w. właścicielką była Katarzyna Wapowska, a po niej jej syn Jan Stanisław Wapowski. Po jego śmierci w 1632 r. Nozdrzec przejął syn Karol Wapowski, który w 1644 r. sprzedał okoliczne dobra Olbrachtowi Grochowskiemu. W połowie XVI w. właścicielem był też Stanisław Stadnicki, który zniszczył dokumenty parafialne, a kościół przekształcił w zbór protestancki.
Prawdopodobnie w tym miejscu, gdzie zlokalizowany jest obecny pałac, istniał dwór obronny, który podczas potopu szwedzkiego został zniszczony przez wojska siedmiogrodzkie sojusznika Szwedów, Jerzego II Rakoczego, około 16 marca 1657 r.
Po I rozbiorze Polski w 1772 r. Nozdrzec znalazł się w zaborze austriackim, najpierw w cyrkule leskim, a do 1782 r. w sanockim. Ewaryst Andrzej, hr. Kuropatnicki w swym "Opisaniu królestw Galicyi i Lodomeryi", wydanym po raz pierwszy w 1786 r., pisał: Nostrzeć. Wieś z domem i ogrodem pięknym JW. Michała hrabi Bukowskiego, kawalera orderu ś. Stanisława.
Gdy w 1809 roku wybuchła wojna polsko-austriacka, na czele wojsk ziemi sanockiej stanął gen. Ksawery Franciszek Krasicki, były oficer kościuszkowski, a zorganizowanym na terenach przyległych do Dynowa oddziałem dowodził dziedzic Nozdrzca, Tadeusz Prek. Władzę administracyjno-polityczną pełnił Józef Parys.
W połowie XIX wieku właścicielem posiadłości tabularnej Nozdrzec z Karolówką był Ludwik Skrzyński. Pałac w Nozdrzcu wybudowany został z inicjatywy Ludwika Skrzyńskiego według projektu Aleksandra Fredry, w 1843 roku.
W czasie I wojny światowej 15 listopada 1915 roku Nozdrzec wraz z dworem Skrzyńskich został spalony przez wojska rosyjskie. Następnie około 1920 roku został przebudowany z niewielkimi zmianami. W ostatnich latach został poddany gruntownej restauracji i przebudowie po zniszczeniach II wojny światowej. Po remoncie do 2011 r. służył jako ośrodek wypoczynkowy huty szkła w Krośnie. Wokół pałacu zachowały się niewielkie fragmenty parku. Rosną tu jeszcze stare lipy, miłorząb dwuklapowy, dęby szypułkowe, graby i jesiony. W bezpośrednim sąsiedztwie pałacu znajduje się zabytkowa dworska kaplica z 1889 r., z obrazem Matki Boskiej z dzieciątkiem, oraz przypałacowa oficyna, w której w latach 1945–1994 mieściła się szkoła podstawowa. Od strony południowej i wschodniej wokół kaplicy i przed oficyną zachowała się część umocnień ziemnych.
30 marca 1921 roku przez Nozdrzec przejeżdżał premier Wincenty Witos.
W czasie II wojny światowej w 1940 r. powstała tu Placówka ZWZAK Nozdrzec-Wesoła obejmująca Hłudno licząca 50 osób, dowodzona przez por. Kazimierza Chrzana ps. Józef, i Franciszka Dudka ps. Dąb wraz z Kapelanem ks. Stanisławem Buczkiem i mjr. ks. Jana Haligowskiego ps. Jaś, Cichy, i wchodząca w skład II Batalionu Brzozowskiego dow. przez ppor. Józefa Florczaka.
25 maja 1943 r. zorganizowano atak 50 osobowego oddziału pod dow. Józefa Maciołka – Komendanta AK Rzeszów na niemieckie siły policyjne w Pałacu w Nozdrzcu, które opuściły wkrótce ten teren.

## Kościoły
Pierwszy kościół w Nozdrzcu był drewniany, a obok niego istniał cmentarz. Nowy kościół Świętego Stanisława Biskupa został zbudowany z kamienia i cegły w formie krzyża łacińskiegow stylu
renesansowo-barokowym w 1746 r. przez proboszcza ks. Jana Banieckiego. Kościół był konsekrowany w roku 1806 przez biskupa przemyskiego Antoniego Dąb-Gołaszewskiego.

## Nozdrzecka Kalwaria
Kalwaria na wzgórzu Chełm

## Osoby związane z miejscowością
- Franciszek Ksawery Prek - ur. 1801 r. w Nozdrzcu, w rodzinie szambelana Stanisława Augusta Poniatowskiego – głuchoniemy malarz i pamiętnikarz galicyjski. Jego imię nosi Szkoła Podstawowa w Sielcu k. Sędziszowa Małopolskiego.
- kapitan Stanisław Prek z Nozdrzca, uczestnik wojen napoleońskich, brat pamiętnikarza Ksawerego Preka.
- Hr. Konstanty Bukowski h. Ossoria ur. w 1836 r. w Nozdrzcu, kapitan w 700-osobowym korpusie powstańczym gen. Antoniego Jeziorańskiego, walczył pod Kobylanką 1 maja 1863 r., gdzie stoczył zwycięską bitwę z oddziałami rosyjskimi w okolicach Józefowa. Pracował w organizacji powstańczej we Lwowie i Samborze.
- Wincenty Chmurowicz uczestnik powstania węgierskiego i styczniowego w 1863 r. - pochowany na cmentarzu w Nozdrzcu.
- Kapitan hr. Józef Skrzyński dowódca jazdy kujawskiej z Nozdrzca poległ 9 lipca 1863 r. bitwie pod Rogowem.
- Hr. Ludwik Skrzyński z Nozdrzca pracował w organizacji powstańczej w Galicji.
- Lubomir Zaręba Skrzyński z Nozdrzca służył w oddziale J. Wysockiego i brał udział w wyprawie na Radziwiłłów.

## Sport
W miejscowości istnieje klub piłki nożnej, San Nozdrzec, grający w B klasie, grupa Krosno III.